# I'm a Loser
Pistes de Beatles for Sale
No Reply Baby's in Black
I'm a Loser est une chanson des Beatles composée par John Lennon et créditée Lennon/McCartney. Il s'agit de la première chanson véritablement personnelle de Lennon, inspiré par Bob Dylan. Enregistrée en août 1964, elle paraît sur l'album Beatles for Sale (Beatles '65 aux États-Unis).
Cette première incursion du groupe dans le registre folk a fait l'objet de quelques reprises. Il s'agit également de la dernière composition des Beatles dans laquelle apparaît un harmonica.

## Genèse
I'm a Loser est composée par John Lennon en 1964. Il s'agit d'un tournant dans son œuvre. Cette année-là, en effet, les Beatles ont découvert la musique de Bob Dylan dont l'inspiration se ressent nettement dans la chanson. Dans son interview au magazine Playboy en 1980, il explique : « C'est de moi dans ma période Dylan. Une partie de moi considère que je suis un perdant, et une partie de moi pense que je suis Dieu tout puissant ».

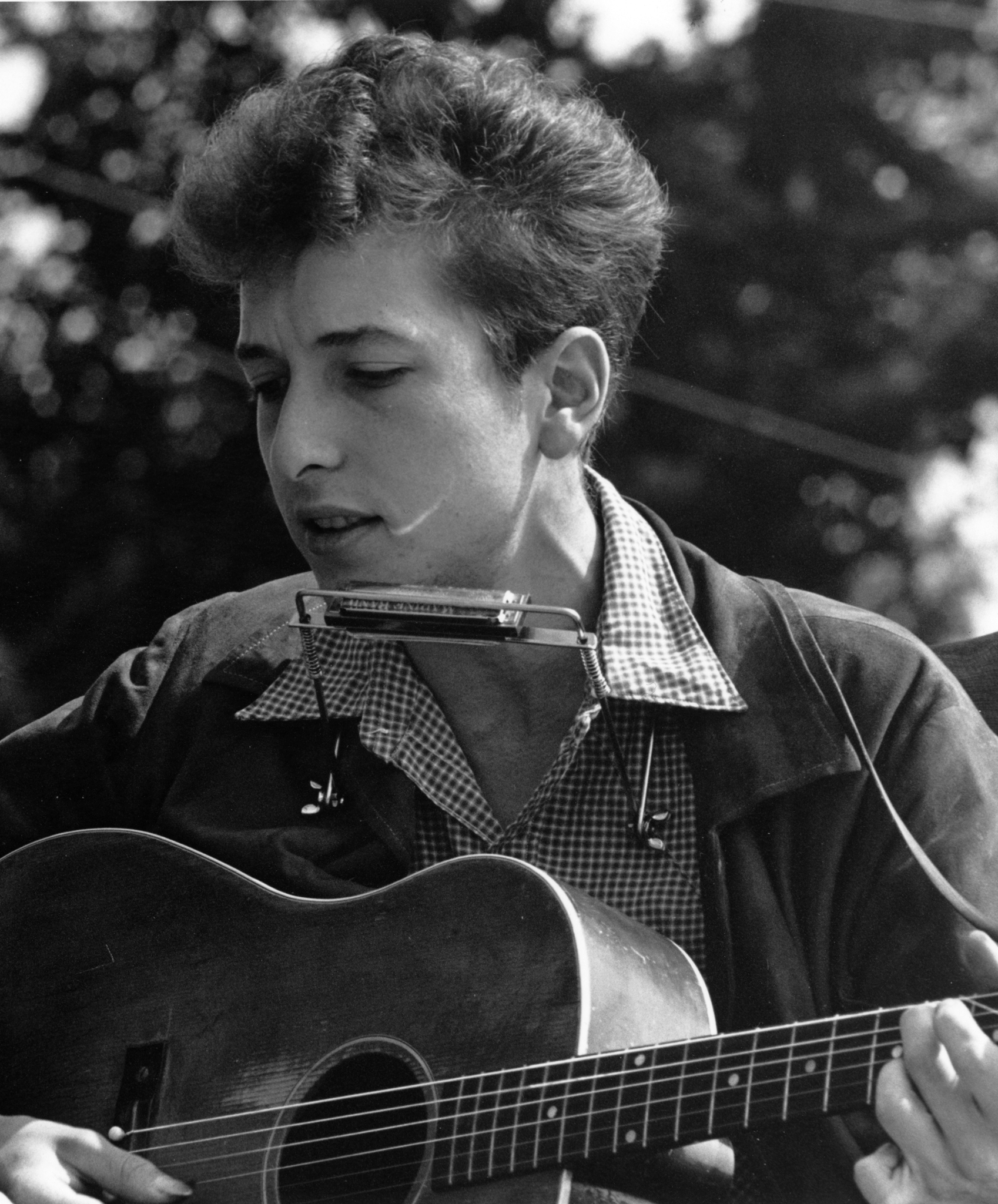
Pour I'm a Loser, Lennon a été fortement inspiré par la musique de Bob Dylan.

Il s'agit surtout de la première chanson véritablement personnelle de Lennon, qui écrit ainsi sur les conseils du journaliste Kenneth Allsop du Daily Mail qui trouvait que son potentiel, révélé par son livre In His Own Write, était sous-exploité dans ses chansons. Avec I'm a Loser, en effet, c'est la première fois que Lennon s'éloigne des codes classiques de la chanson d'amour pour livrer ses véritables sentiments.

## Enregistrement
I'm a Loser est enregistrée le 14 août 1964, lors de la deuxième session d'enregistrement pour l'album Beatles for Sale prévu pour les fêtes de Noël. L'enregistrement se déroule de 19 à 21 heures, en 8 prises : lors de la même séance est également travaillée Mr. Moonlight. La fin de la soirée est consacrée à l'enregistrement d'une chanson finalement abandonnée : Leave My Kitten Alone. De 21 à 22 heures, un mixage mono est réalisé par Norman Smith et George Martin à partir de la prise huit.
Un deuxième mixage est réalisé le 26 octobre, en présence des Beatles, ce qui est une première. Le mixage stéréo est pour sa part bouclé le 4 novembre.

## Interprètes
- John Lennon : chant, guitare rythmique acoustique, harmonica
- Paul McCartney : chœurs, guitare basse
- George Harrison : guitare solo
- Ringo Starr : batterie, tambourin

## Parution
Avec No Reply et Eight Days a Week, I'm a Loser a un temps été considérée comme un single envisageable pour les fêtes. Cependant, c'est finalement I Feel Fine, autre composition de Lennon, qui a raflé la mise.
I'm a Loser est donc publiée sur l'album Beatles for Sale en deuxième position sur la face A. L'album sort le 4 décembre 1964 et connaît un grand succès, bien qu'il soit considéré avec du recul comme un de leurs moins bons albums. Aux États-Unis, où les albums sont différents, elle sort sur Beatles '65 quelques jours plus tard et elle paraît sur le dernier E.P. américain 4 by the Beatles.
Elle sera enregistrée le 17 novembre 1964 dans les studio de la BBC, version que l'on retrouve aujourd'hui sur Live at the BBC. Elle sera mise en ondes le 26 novembre 1964 pour Top Gear et rediffusée le 26 décembre 1964 à l'émission Saturday Club (en).
La chanson a fait l'objet de quelques reprises, notamment par Marianne Faithfull en 1965 et par Doug Kershaw en 1977.

### Publication en France
La chanson arrive en France en avril 1965 sur la face A d'un 45 tours EP (« super 45 tours ») titré Les Beatles 1965 ; elle est accompagnée  de No Reply. Sur la face B figurent Rock and Roll Music et Eight Days a Week.

## Analyse musicale
I'm a Loser est une chanson d'amour semi-acoustique. Il s'agit également de la dernière fois que John Lennon a recours à l'harmonica dans une de ses chansons, jugeant ensuite que l'effet a perdu toute surprise. Pour le musicologue Allan W. Pollack, cette chanson est là première composition du groupe à présenter autant d'aspects folk, et s'inscrit dans une série de chansons d'amour assez pessimistes présentes sur Beatles for Sale, tant de la main de Lennon que de celle de McCartney.
Ce dernier commente : « On écoutait un tas de chanson country and western et toutes parlaient de tristesse et de trucs façon « J'ai perdu mon camion », dont c'était assez acceptable de chanter I'm a Loser. »